# 장광더우
장광두(중국어 간체자: 张光斗, 웨이드-자일스: Chang Kuang-tou; 1912년 5월 1일 ~ 2013년 6월 21일)는 중국의 수리 공학자였다. 그는 수리 공학 전문가이자 칭화 대학의 교수이자 부총장이었으며, 중국과학원과 중국공정원의 회원이었다.

## 생애
장광두는 1934년 국립 자오퉁 대학(현재의 상하이 자오퉁 대학)을 졸업했다. 1936년 캘리포니아 대학교 버클리에서 토목공학 석사 학위를, 1937년 하버드 대학교에서 공학 역학 석사 학위를 취득했다.
장광두는 미윈 저수지와 위즈시 발전소의 최고 설계자였다. 그는 또한 싼먼샤 댐, 단장커우, 거저우바 댐, 얼탄, 거허옌, 샤오량디댐, 그리고 싼샤 댐을 포함한 많은 주요 수력 및 수력 발전 프로젝트의 설계에 참여했다.
장광두는 UC 버클리(1981년)의 하스 국제상, 국가 기술 진보상(2등, 1985년), 허량허리 기술 진보상(1995년), 그리고 중국공정원 기술 성과상(1996년)을 포함한 수많은 상을 받았다. 그는 1955년 중국과학원에, 1994년 중국공정원에 선출되었다. 그는 또한 1981년 멕시코 국립 공학원의 외국인 회원으로 선출되었다.

## 저서 목록
- Zhang, Guangdou, 편집. (2000). 《CFRD 2000 : proceedings : International Symposium on Concrete Faced Rockfill Dams : 18 September, 2000, Beijing, China》. et al. Beijing: Organizing Committee of 20th Congress ICOLD. OCLC 660241666.
- Clough, Ray W; Zhang, Guangdou, 편집. (June 1987). 《Earthquake behavior of arch dams : proceedings of the China-US workshop, Beijing, China, June 1987》 1판. Beijing: International Academic Publishers. ISBN 978-0-08-037042-2. OCLC 555740856.
- Zhang, Guangdou;  외. (April 1986). 《Dynamic field measurement and analysis of Quanshui Arch Dam》 (PDF). 《Scientia Sinica. Series B, Chemical, Biological, Agricultural, Medical & Earth Sciences》 29 (Beijing, China: Science Press). 423–438쪽. ISSN 0253-5823. OCLC 25834959. 2011년 4월 16일에 확인함.
- Zhang, Guangdou (April 1973). 《Construction of dams for water conservancy in the People's Republic of China》. et al. Beijing. OCLC 57717690.